# Tepličky
Tepličky (Hongaars: Fornószeg) is een Slowaakse gemeente in de regio Trnava, en maakt deel uit van het district Hlohovec.
Tepličky telt 287 inwoners.